# 分裂样人格障碍
（；SzPD或ScPD，中国大陆简称分裂样人格，又译类精神分裂型人格障碍，俗称“孤独性格”），在中国国家卫生健康委发布的《精神障碍诊疗规范（2020年版）》 （页面存档备份，存于）中译为“分裂型人格障碍”，但该名称多指另一种表现出轻度精神分裂症症状的“分裂型（人格）障碍”（schizotypal (personality) disorder），本条目不采用。这两种疾病中文译名混乱，原文名称也相近，阅读文献时需留意英文名和具体症状，以免混淆。
分裂样人格是一种人格障礙，其特征在于对社交互动缺乏兴趣 ，倾向于选择独自或封闭的生活方式、偏好隐匿，有疏离感、情绪冷淡以及对外在世界持有冷漠态度。受影响者可能无法和他人形成亲密的依恋关系，并沉浸于丰富细腻、纯粹内在的幻想世界。 此外，SzPD的特征还包括言语生硬、对多数活动不感兴趣、感觉自己是“人生的旁观者”、无法容受他人对自己的情感期望、对表扬或批评无动于衷、具有无性恋取向、拥有独特的道德观念或政治见解等。
一些心理学家争论類思覺失調型人格障礙的定义由于文化偏见而具有缺陷：“分裂性人格者被医疗化的原因之一是因为他们相对数量少。占人口大多数的普罗大众倾向于假设自己的心理状况正常并将差异等同于病态”。因此“所谓的分裂人格只是美国心理学协会将正常人类差别病态化的又一公开例证。”

## 迹象和症状
具有分裂人格的人通常对人疏远而冷漠，造成人际交往的困难。大多数被诊断为SPD的人都有建立个人关系和情感表达方面的缺陷，有可能在令人不快的处境里表现得十分被动，与人交流简短而冷淡。由于缺乏有意义的交往，SPD患者通常不能发展出与其他人相处好坏程度的准确自我评估。
这种评估被认为对人的自我认知、评判个人行为在社交场景中所造成影响的能力是非常重要的。R.D. Laing提出“不被注入人际现实，人的自我形象就会日益空虚并蒸发掉，最后导致不真实感。”
当个人空间被侵犯，分裂人格者会有窒息感，并感到有使自己从中解脱获得独立的必要。如果分裂人格者的伴侣感情亲密需要很少，他们会感到很轻松。有人提出，分裂人格者想躲避的不是人，而是正面或负面的情感、亲密感和自我表露。
这意味着分裂人格者有可能与他人建立基于智力、身体、家庭、职业或娱乐活动等的人际关系，只要这种关系不要求或强迫其产生亲密感。唐纳德·威尼科特对这种调节人际关系的需要解释为分裂人格者“会按自己的喜好而不是他人的一举一动进行人际交往”。如果无法达到这点，他们则宁愿独处。
尽管有人认为分裂人格者自鸣得意，也不注意他们自己的感受，许多人格分裂者还是能认识到自己和别人不一样的地方。一些治疗中的人格分裂者感受到生活离他们而去，或者自己生活在贝壳之中。他们像是错过了班车，在一个遥远的视角观察生活。 亞倫·貝克和Freeman认为，分裂人格者认为他们是生活的观察者，而不是参与者。
分裂人格者倾向于将人格的单一功能分成几个部分。所以，分裂人格者的所思所为之间没有太多明显的联系。结果就是，他自己身体接触外界时产生的情感会大大减少。

人们也观察到，分裂人格和创造力也有关联。

### 隐秘的分裂人格者
许多事实上的分裂人格者能表现出迷人、精于社交的特点，与DSM-IV和ICD-10对分裂人格的定义描述的表面特征产生矛盾。 Klein将这类人归为“隐秘的分裂人格者”，外部表现为可交往、对人感兴趣、有参与精神和互动行为但保持感情上的孤僻，“隐居”在安全的内部世界里。
对外部世界的躲避或疏离是分裂病理学的典型特征，可能以“经典”（classic）或“隐秘”（secret）的形式出现。经典分裂人格与DSM-IV提供的分裂人格的描述相符，但由于客观外部观察往往无法与病人的主观内部世界匹配，它也常常作为一种隐秘的内部状态。Klein因此警示人们不应错过隐秘的分裂人格者：由于病人与外界现实的防御性、补偿性互动，人们往往无法观察到病人内心的挣扎。他提出察觉病人对亲密感的抗拒只需询问其主观感受。
“隐秘”分裂人格可以追溯到1940年Fairbairn对“分裂人格表现癖”的描述中：分裂人格者有能力表达大量情感并建立可观的社会联系，但在感情上既不付出也毫无损失。由于只是“扮演一个角色”，自己的人格并没有参与其中。“分裂者否认自己所扮演的角色而力图保留其人格完整，不作妥协。”对“隐秘”分裂人格的更多描写来自于 Masud Khan, Jeffrey Seinfeld 他写道：“分裂人格者也希望参与社会活动、建立人际关系。但是，他们只是扮演一个角色，而不是全身心参与，自己并没有意识到自己已经拒绝了这个角色。”
Masud Khan对隐秘分裂人格者作了进一步研究；Jeffrey Seinfeld与Philip Manfield描述了一个明显具有分裂人格的人，“享受”定期公开演讲但在观众尝试与他进行情感交流时感到困难。 这些例子暴露出单独依靠外部行为观察来评估某人精神状况的不足。

### 逃避型依附模式
分裂人格究竟作为一个完整的人格障碍还是一种逃避型的依附模式 （页面存档备份，存于）是受争议的。如果SPD仅为需要更大感情距离的依附模式，那么人们在社交中展示出的问题反应可能部分源于社会舆论的指责。迄今不同来源都证实SPD与逃避依附模式具有相同点，并留下研究者如何在未来的诊断手册或治疗过程中更好应对分裂人格者的问题。需要注意的区别是，分裂人格者不主动寻求社会交往仅出于兴趣缺乏，而逃避型依附模式渴望交往但害怕受拒。

### 分裂人格者的幻想
一种病态的对于幻想和内省法的依赖一般可以看做对社会的自恋性退却。因此，幻想就促成了自我流放，尽管这种幻想对于分裂人格来说，比逃避来得复杂的多。:p. 64
想象是他们和世界联系、互动的方式。它是关系的替代，但是尽管如此，它还是过于理想化的、防御性的、补充的机制。这是仅通过自我实现的，它并不会受到和真实的人和事的情感联系的影响，例如危险、焦虑。 Klein将它解释为自我为了和他人建立联系而做的挣扎。想象让人格分裂者认为他们和外界还有联系，他们和别人建立的关系还没有危机。 Laing 、Winnicott 和 Klein:p. 64对于人格分裂的这种视角做了详细阐述。

### 分裂人格者的性行为
分裂人格者通常较性冷淡，但却不一定患性感缺失病。对独处和疏离的偏好可能导致他们对性的要求表现得比非分裂人格者更少。与他人进行性行为通常使分裂人格者感到个人空间被侵犯，所以他们普遍感觉自慰或禁欲比性行为时需忍受的亲密感更容易接受。 但也有值得注意的例外，有些分裂人格者可以与他人进行偶尔甚至经常的性行为。
Harry Guntrip:p. 303 描述了一些婚后分裂人格者涉入的“秘密性关系”，作为一种减少单段感情所需亲密感的尝试。这种观点也和卡伦·霍妮的“放弃人格”（resigned personality）不谋而合，即患者可能认为“作为长期交往的性行为太亲密”，“转而同陌生人发生性关系以满足需要”，“将关系限制于单纯的性接触但不与伴侣分享其他经验。”纽约大学社会福利工作教授Jeffrey Seinfeld，出版了一项对SPD的研究，详细描述了一种表现为性滥交的“分裂者的饥渴”。他给出了一位分裂人格女士的例子：她会秘密出席各种酒吧结识男人以获得无感情参与的性满足来减轻她的饥渴和空虚。
Salman Akhtar更准确地描述了这种或公开或秘密的性行为的相互作用；他没有遵循将分裂人格者分为有性或無性戀的狭隘的观点，提出尽管它们具有相反特点但可能同时存在于个人行为中。 对分裂人格者准确的临床描述因此必须包含表面特征：“无性恋、有时禁欲、无感情兴趣、厌恶有关性的八卦和影射”与隐秘的行为：“偷窥和观看色情材料的兴趣、易受情愛妄想的侵害、有强迫手淫 （页面存档备份，存于）和变态 （页面存档备份，存于）的倾向”，尽管任一特点都不能适用于所有分裂人格者。

## 发病原因
一些证据显示，SzPD受一些相同的基因、环境因素影响。如果一个人有精神分裂症的家族病史，那么他的患病风险就会增加。双生子研究表明，SzPD是遗传性的。除此之外，研究表明 ，SzPD的遗传率大约在50%-59%。参与这项研究的苏拉·沃尔夫表示：SzPD是“与生俱来的，很有可能是由基因控制的 ”。
产前孕妇營養不良, 早產以及出生体重低下都被认为在SzPD的形成与发展中起到一定作用。此外，额叶出现创伤性脑损伤的人也可能导致SzPD的发作。
其他研究发现，极度完美主义,而苛刻的教育方式或冷漠、忽视、疏远的教育方式都有可能导致SzPD的发作。

## 诊断标准

### DSM-5
SzPD的特征为一种疏离社交关系，在人际交往中情感表达受限的普遍模式。其起始不晚于成年期早期，存在于各类背景下，表现符合如下四项（或更多）症状：
- 不欲求也不享受亲近的人际关系（包括成为家庭的一员）
- 几乎总是选择独自活动
- 对与他人发生性行为兴趣很少或不感兴趣
- 很少或几乎没有活动能令其感到有乐趣
- 除一等親外，缺少密友或知己
- 对他人的赞美或指责都显得无所谓
- 表现为情绪冷淡、疏离或情感平淡

除此之外，该人格障碍并非仅仅出现于精神分裂症、伴精神病性特征的双相或抑郁障碍或其他精神病性障碍或自闭症谱系障碍的病程中。且该人格障碍不能归因于其他躯体疾病的生理效应。

### ICD-10
根据ICD-10，确诊类精神分裂型人格违常首先需要满足人格障碍（F60）的基本条件。其次，必须满足以下至少四项：
- 极少能从活动中得到乐趣
- 感情冷淡，漠不关心
- 拙于表达正面或负面的感情
- 对于他人的表扬和批评无动于衷
- 性冷淡
- 喜欢独处
- 过度沉迷于幻想和自我反省
- 没有或几乎没有亲密的朋友，且不渴望亲密关系
- 对社会传统和习俗不屑一顾

### Guntrip 标准
马斯特森研究所的临床主任拉尔夫·克莱因根据哈里·甘特里普的叙述，总结出了下列九个特征：
- 内向
- 孤僻
- 自恋
- 自力更生（英语：Self-sufficiency）
- 优越感
- 情緒淡然
- 孤独感
- 人格解體
- 退行

以上描述阐明了传统DSM体系中对于SzPD 的描述同客体关系理论之间的差异。上述特征都具有一致性。而在诊断SzPD时，通常需要满足上述的大多数（或全部）特征。

### 批评
有人建议，人格分裂最好用两种精神疾病来代表。一种是“情感受限”（属于分裂性人格障碍），另一种是“自我封闭”（属于回避性人格障碍）。所以，有些人建议DSM删除这种类精神分裂性人格障碍，将它替换成维度模型。

## 流行病學分析
- 文化：來自不同文化背景的人有時會表現出防衛性行為及人際往來方式，而可能被誤認定屬於類分裂性
- 盛行率：低於2％，在臨床場所相當罕見。
- 性別：男性＞女性
- 年齡：若於兒童期及青春期出現，表現出與眾不同而常遭受嘲笑戲弄。